# Unternehmerverband Südhessen
Der Unternehmerverband Südhessen e.V. wurde am 14. Juli 1950 als einer der ersten deutschen allgemein gemischtgewerblichen Arbeitgeberverbände in Darmstadt gegründet. Damals trug er den Namen Gesamtverband industrieller Arbeitgeber für Darmstadt und Südhessen e.V.
Mit über 400 freiwillig organisierten Mitgliedern und 65.000 Beschäftigten ist der Unternehmerverband in allen großen südhessischen Branchen vertreten und der regionale Arbeitgeberverband der Region. Er hat seinen Sitz in Darmstadt im Haus der Wirtschaft Südhessen.

## Geschichte
1950 war die Gründung des „Gesamtverband industrieller Arbeitgeber für Darmstadt und Südhessen e.V.“. 1954 entstanden die Personalleiterkreise, 1977 der Ausbildungsleiterkreis und 1978 die Arbeitskreise Schule-Wirtschaft Südhessen.
1978 erfolgte eine Namensänderung in „Gesamtverband der Arbeitgeber Südhessen e.V.“.
1997 wurde die 1. Hobit im Luisencenter in Darmstadt veranstaltet.
1998 erfolgte eine erneute Namensänderung in „Unternehmerverband Südhessen e.V.“.
Im selben Jahr gab es einen 1. Ausbildungsinfotag auf dem Luisenplatz in Darmstadt
2005 entstand ein eigenes Weiterbildungsangebot für Mitgliedsunternehmen. 2006 wurden das 1. Darmstädter Forum für Arbeitsrecht und Personalmanagement sowie der 1. Ausbildungsinfotag Bergstraße abgehalten. 2010 erfolgte der Umzug in das Haus der Wirtschaft Südhessen in der Rheinstraße 60 in Darmstadt. Im selben Jahr war die Gründung des Arbeitskreises Kommunikation und 2011 die des Arbeitskreises Hochschule-Wirtschaft Südhessen. 2011 wurde die 1. Nacht der Ausbildung in Darmstadt veranstaltet, 2013 gab es eine 1. Abendveranstaltung Wirtschaft im Dialog. 2014 war die Gründung der Arbeitgeberstiftung Südhessen.

## Organisation
Der Unternehmerverband Südhessen e.V. ist ein eingetragener Verein, dessen wichtigste Organe die Mitgliederversammlung, der Mitgliederrat, der Vorstand und die Geschäftsführung sind.

### Vorstandsvorsitzende des Verbandes
- 1950–1966: Carl-H. Jäger (Bahnbedarf-Rodberg GmbH, Darmstadt)
- 1966–1975: Richard Faulstroh (Press- und Stanzwerk Jakob Faulstroh, Groß-Gerau)
- 1975–1977: Axel Röhm (Röhm GmbH, Darmstadt)
- 1977–1995: Walter Schlotfeldt (Adam Opel AG, Rüsselsheim)
- 1995–1999: Klaus Gruber (Merck KGaA, Darmstadt)
- 1999–2001: Michael Römer (Merck KGaA, Darmstadt)
- 2001–2007: Jan Sombroek (Merck KGaA, Darmstadt)
- 2007–2011: Theo Haar (Sirona Dental Systems GmbH, Bensheim)
- 2011–2014: Holger Kimmes (Adam Opel AG, Rüsselsheim)
- 2014–2017: Sigmar Herberg (Merck KGaA, Darmstadt)
- 2017–2019: Jürgen Streit (Streit GmbH, Bensheim)[1]
- seit 2019: Claus Lau (Bosch Rexroth AG, Erbach)

### Geschäftsführer des Verbandes
- 1950–1961: Karl Lenhardt
- 1961–1975: Kurt Högy
- 1975–1984: Hubert Stadler
- 1984–1994: Ernst-Detlef Bengs
- 1994–2017: Wolfgang M. Drechsler
- 2017 bis heute: Dirk Widuch

## Tätigkeit
Neben seiner Kernaufgabe, der arbeitsrechtlichen Beratung und Vertretung der Mitglieder, bietet der Unternehmerverband Südhessen e.V. Weiterbildung zu Themen im Arbeitsrecht über Personalmanagement bis hin zu Öffentlichkeitsarbeit und Kommunikation an. Die Weiterbildungsveranstaltungen werden als Seminar, Schulung oder Workshop durchgeführt.
Der Verband organisiert seit den 2000er Jahren zusammen mit Unternehmen und Hochschulen aus der Region die hobit (Hochschul- und Berufsinformationstage), den Ausbildungsinfotag oder die Nacht der Ausbildung. Auch in der MINT-Förderung ist der Verband aktiv und bietet u. a. für Oberstufenschüler MINT-Vertiefungen, für die Lehrkräfte der südhessischen Schulen einen Nawi-Fachtag oder Betriebserkundungen an.
Mit dem Arbeitskreis Kommunikation unterstützt der Verband seine Mitglieder in Fragen um interne und externe Kommunikation, Social Media und Public Relations.
Die Arbeitskreise Schule-Wirtschaft und Hochschule-Wirtschaft Südhessen vernetzen Schulen, Hochschulen und Wirtschaft.
2014 hat der Verband die Arbeitgeberstiftung Südhessen gegründet, die soziale und bildungsrelevante sowie ökologische und ökonomische Fragen voranbringen soll. Sie hat die Rechtsform eines eingetragenen Vereins und ist als gemeinnützig anerkannt. Zu den Stiftungszwecken gehören Förderung von Forschung und Wissenschaft, aber auch Sport, Soziales und Kunst.

## Logo
Das aktuelle Logo des Verbandes symbolisiert die drei Flüsse Rhein, Main und Neckar – und damit den geografischen Wirkungsbereich des Verbandes – sowie das „Goldene Land“, die fünf südhessischen Landkreise.